# Berlanga de Duero
Berlanga de Duero és un municipi espanyol ubicat a la província de Sòria, dins la comunitat autònoma de Castella i Lleó. Limita al nord amb Bayubas de Abajo, Tajueco, Valderrodilla i Fuentepinilla, al sud amb Bañuelos (Guadalajara), La Riba de Escalote i Rello, a l'est amb Centenera de Andaluz, Velamazán i Caltojar i a l'oest amb Quintanas de Gormaz, Recuerda i Retortillo de Soria.

## Demografia
| año       | 1900  | 1910  | 1920  | 1930  | 1940  | 1950  | 1960  | 1970  | 1980  | 1990  | 2000  |
| Población | 2.159 | 2.166 | 1.954 | 2.090 | 2.213 | 2.362 | 1.934 | 2.243 | 1.565 | 1.481 | 1.148 |

| año       | 1986  | 1988  | 1990  | 1992  | 1994  | 1996  | 1998  | 2000  | 2002  | 2004  | 2006  |
| Población | 1.511 | 1.510 | 1.481 | 1.342 | 1.297 | 1.238 | 1.169 | 1.148 | 1.132 | 1.099 | 1.080 |

## Personatges importants
- Fra Tomás de Berlanga (1487 - 8 d'agost de 1551), quart bisbe de Panamà.[1] Fou el descobridor accidental de les illes Galápagos.[2]